# Fritz Pitz
Fritz Pitz (* 19. März 1923 in Bocholt; † 1. Februar 2006 ebenda) war ein deutscher Fotograf und Maler. Bekannt wurde er durch Fotoporträts von Persönlichkeiten (vor allem bildender Künstler) wie Salvador Dalí, Joseph Beuys, Henry Moore, David Hockney oder Willy Brandt. Er war Mitglied des Clubs internationaler Photographen, der Royal Photographic Society, der Deutschen Gesellschaft für Photographie und der Freien Deutschen Akademie der Wissenschaften und Künste.

## Werdegang
Geboren und aufgewachsen in Bocholt, wollte Pitz eigentlich Maler werden, entschied sich dann aber doch für eine Lehre im elterlichen Fotostudio. Danach studierte er die Fächer Fotografie und Malerei an der „Fachschule für gestaltendes Handwerk“ in Weimar. Schon bald machte er sich einen Namen als Porträt-Fotograf, der die Menschen nicht in künstlichen Posen ablichtete, sondern „so wie sie wirklich sind“. Seine berühmten Porträts sind durchweg in Schwarz-Weiß und gekennzeichnet durch einen sehr sachlichen, reduzierten Stil. Er lehnte farbiges Licht, Kulissen oder Weichzeichner ab und fotografierte am liebsten unter natürlichem Licht.
Seit 1955 wurden seine Aufnahmen in internationalen Ausstellungen gezeigt, so z. B. in Kopenhagen, Gent oder Hongkong. Der eigentliche „Durchbruch“ gelang ihm 1963 mit dem Auftrag der Galerie de France, deren Künstler zu porträtieren (Dali, Manessier, George Mathieu). Er avancierte zu einer Art „Hausfotograf“ der Galerie. Im Jahr 1970 wurden Bilder von Fritz Pitz im Louvre ausgestellt, als einem der ersten Fotografen überhaupt. Das Angebot, nach Paris zu kommen, lehnte er mit Rücksicht auf seine Familie ab. 1989 fand Pitz nach 42-jähriger Pause wieder zur Malerei zurück. Seine Gemälde stehen im Kontrast zum strengen Realismus seiner Fotografie. Es sind abstrakte Bilder, die eher der experimentellen Kunst zugeordnet werden können.
Seine Heimatstadt ehrte ihn 1998 mit der Verleihung des Ehrenringes der Stadt. Trotzdem blieb sein Verhältnis zu Bocholt immer gespalten. Er fühle sich wie „ein Prophet, der im eigenen Land nichts gelte“, sagte er in einem Zeitungsinterview.
Sein Sohn Jörg und seine Tochter Marion führten das Atelier nach dem Tod des Vaters bis 2012 fort.